# علي فاضل
علي فاضل المسير هو سياسي عراقي كان محافظاً لمحافظة بغداد من ديسمبر 2004 إلى يناير 2005.
فاضل مسلم. وفي عام 1980، اختاروه لتمثيل العراق في المنتخب الأولمبي الوطني لكرة القدم. أدى تعرضه لإصابة في الركبة قبل وقت قصير من بدء الألعاب إلى إبعاده عن دورة الألعاب الأولمبية في لوس أنجلوس.
بعد غزو العراق من قبل الولايات المتحدة، اختاروا فاضل لعضوية مجلس الحي والقضاء والمجلس الإقليمي. في ديسمبر 2004 اغتيل محافظ بغداد علي الحيدري، واختاروا فاضل لخلافته في منصب المحافظ.
خسر فاضل مقعده في مجلس المحافظة في انتخابات المحافظة في يناير 2005. وبعد ذلك أسس وترأس رابطة بغداد، وهي شبكة من منظمات المجتمع المدني. وهو مهندس مدني وخريج جامعة التكنولوجية.